# عكد الشعبة (السياني)

تعديل مصدري - تعديل

عكد الشعبة محلة تابعة لقرية ذي الحبر، التابعة لعزلة الهادس بمديرية السياني إحدى مديريات محافظة إب في الجمهورية اليمنية.، بلغ تعداد سكانها 36 حسب تعداد اليمن لعام 2004.